# 嵩原安孝
嵩原 安孝（たけはら やすたか）は、日本の土木技術者。技術士（建設部門・総合技術監理部門）。中央復建コンサルタンツ元常務取締役。土木学会フェロー会員。

## 経歴
1970年大阪工業大学大学院工学研究科土木工学専攻修士課程修了。中央復建コンサルタンツ第1設計部にてコンクリート工学に関する研究・プロジェクトに従事。主なプロジェクトは「ESA・フロンテ併用工法によるJR東海道本線直下の大規模立体交差工事 - 東海道線庄内新庄BV新設工事 」（2000年）。その後、同社常務取締役まで務めた。
2007年大阪工業大学学園技術士会第7代会長、2015年大阪工業大学土木会会長。